# Diasclera cyanipennis
Diasclera cyanipennis es una especie de coleóptero de la familia Oedemeridae.

## Distribución geográfica
Habita en Estados Unidos. El nombre científico de la especie fue publicado válidamente por primera vez en 1870 por Horn.